# Johannes Perthen
Johannes Perthen (* 11. Juni 1906 in Chemnitz; † 8. Februar 2002 in Hannover) war ein deutscher Ingenieur. Er besaß ein privates Forschungslabor und gilt als ein Pionier der Oberflächenmessung.

## Leben und Werk
Perthen promovierte an der Technischen Hochschule in Dresden 1937/38 zum Dr.-Ing. und habilitierte sich. Nachdem er in den 1930er Jahren in Berlin tätig gewesen war, gründete er in Hannover ein eigenes Forschungslabor, wo er sich mit Betriebsorganisation, Physik und Technik der Oberfläche, Längenmessungen, Elektronik und Automation beschäftigte. Es besaß mehrere Patente. Insbesondere entwickelte Perthen das erste Tastschnittgerät, das Perthometer, und legte außerdem die mathematischen Grundlagen für die Auswertung der vorgenommenen Messungen.

## Schriften (Auswahl)
- Die Probleme am Preßluft- und Explosionshammer. Entwicklung eines Versuchsstandes zu ihrer Lösung. Zeulenroda 1938.
- Prüfen und Messen der Oberflächengestalt. München 1949 (Online-Ressource 2022)